# ولاية تابعة
الدولة التابعة هي أي دولة لديها التزام متبادل تجاه دولة أو إمبراطورية عليا، على غرار الدولة التابعة في النظام الإقطاعي في أوروبا في العصور الوسطى. كانت الدول التابعة شائعة بين إمبراطوريات الشرق الأدنى، ويرجع تاريخها إلى عصر الصراع المصري والحثي والميتاني وكذلك الصين القديمة. استمر إنشاء الدول التابعة خلال العصور الوسطى، ويمكن القول إن آخر إمبراطورية استخدمت مثل هذه الدول هي الإمبراطورية العثمانية، على الرغم من أن البعض يجادل بأن الإمبراطورية البريطانية كان لديها أيضًا دول تابعة.
كانت العلاقات بين الحكام التابعين والإمبراطوريات تعتمد على سياسات واتفاقيات كل إمبراطورية. في حين أن دفع الجزية والخدمة العسكرية أمر شائع بين الدول التابعة، فإن درجة الاستقلال والمزايا الممنوحة للدول التابعة تختلف. تستخدم اليوم بعض المصطلحات الأكثر شيوعًا لوصف الدولة التابعة مثل هي الدولة الدمية، المحمية، الدولة العميلة، الدولة المرتبطة.

## أمثلة تاريخية

### مصر القديمة
وضع عهد تحتمس الثالث (1479 ق.م. – 1425 ق.م.) الأسس للأنظمة التي كانت فاعلة خلال عهد العمارنة في مصر. أصبحت الدول التابعة في بلاد الشام مندمجة بالكامل في الاقتصاد المصري من خلال بناء الموانئ، مما سمح بمزيد من التواصل وتحصيل الضرائب بين مصر والدول التابعة لها خلال هذه الفترة.
الكثير مما هو معروف عن الدول التابعة لمصر منذ عهدي أمنحتب الثالث وتوت عنخ آمون (1390 قبل الميلاد - 1323 قبل الميلاد) مصدره رسائل العمارنة  وهي مجموعة من 350 لوحًا مسماريًا. تسلط هذه الرسائل الضوء على الأساليب المختلفة التي يتواصل من خلالها الحكام التابعون مع الفرعون، وغالبًا ما يستخدمون إشارات الاحترام والخضوع. يوفر تحليل هذه التفاعلات رؤى قيمة حول الديناميكيات والعلاقات بين مصر والدول التابعة لها.
كانت الدول التابعة الرئيسية لمصر تقع على الحدود الشمالية، وتضمنت ولايات مثل نوخاششي، وقطنا، وأوغاريت، ونظرًا لموقعها على أطراف الأراضي التي تطالب بها مصر فقد شكلت هذه الدول تهديدًا محتملاً إذا ما قررت التحالف مع قوى مثل الحثيين في الأناضول أو الميتاني في العراق وسوريا. احتفظت هذه الدول التابعة بعلاقة مرموقة مع الفرعون ومصر بسبب دورها الاستراتيجي كمنطقة عازلة ضد الممالك المتنافسة على الرغم من بعدها عن نهر النيل. كما أمكن لهذه الدول أيضًا أن تطلب من الفرعون طلبات مختلفة، ومن المرجح أن تلبية هذه الطلبات ساهمت في الحفاظ على ولائهم. ومع ذلك، بعد وفاة أخناتون (1353 ق.م. - 1336 ق.م.)، سقطت هذه الدول التابعة تحت سيطرة الإمبراطورية الحيثية وظلت كذلك، ولم تعد أبدًا إلى السلطة المصرية.
في عهد رمسيس الثاني (1279 ق.م. - 1213 ق.م.) شاركت مصر في عدة حملات عسكرية ضد الحيثيين، واستولت في النهاية على مملكتي قادش وأمورو من خلال الاستفادة من المشاكل المتزايدة في الإمبراطورية الحيثية. في عام 1258 قبل الميلاد، وقع رمسيس والملك الحيثي حاتوسيلي الثالث معاهدة سلام أنشأت الحدود من شمال جبيل إلى دمشق بين الإمبراطوريتين.